# HD 2626
HD 2626，又名BD+59 68，SAO 21457、HR 113，是一颗恒星，视星等为5.94，位于銀經120.29，銀緯-2.79，其B1900.0坐标为赤經0h 24m 44.9s，赤緯+59° -2.79′ 30″。